# Dayton Leroy Rogers
Dayton Leroy Rogers (30 de septiembre de 1953) es un asesino en serie que se encuentra actualmente en el corredor de la muerte en la Penitenciaria Estatal de Oregón por seis asesinatos.
Ha sido vinculado con los asesinatos de siete mujeres. Prefería a mujeres "de la calle", por lo general adictas, trabajadoras sexuales y fugitivas. Los cuerpos de seis mujeres fueron encontrados en un vertedero ubicado en terrenos forestales privados a las afueras de Molalla, Oregón, por lo que fue apodado "Asesino del Bosque de Molalla".

## Crímenes
Rogers fue condenado en 1988 por el asesinato de su última víctima, Jennifer Lisa Smith, a quien mató el 7 de agosto de 1987, y en 1989 por otros seis asesinatos por los que fue condenado a muerte.
Jennifer Lisa Smith era una trabajadora sexual convicta y drogadicta. Smith estaba en la camioneta de Rogers, estacionada en un solar ubicado en SE McLoughlin Blvd en Oak Grove, en la zona no incorporada del condado de Clackamas, cuando fue apuñalada 11 veces en el pecho, abdomen y espalda. Smith cayó de la camioneta y fue socorrida por testigos de un restaurante Denny's cercano, pero posteriormente murió en el hospital. Uno de los testigos se situó junto a la ventana y transmitió la acción a otro cliente que no podía ver el estacionamiento; ese cliente llamó a la Oficina del Sheriff del Condado de Clackamas.
Cuando la víctima cayó al suelo, varios testigos corrieron hasta sus autos para intentar bloquear el auto de Rogers en el estacionamiento; sin embargo, este condujo por encima del paisajismo y se dirigió en dirección sur por SE McLoughlin. Uno de los testigos siguió a Rogers por Milwaukie, Gladstone, Oregon City y Canby a velocidades de hasta 100 mph. Cuando el auto del sospechoso se detuvo en una acera, el testigo anotó la dirección, se dirigió a un teléfono y reportó la información.
El modus operandi de Rogers era recoger prostitutas y llevarlas a zonas aisladas. Llevó al menos a seis de ellas a un bosque, donde las ató y las mató.
Rogers estaba casado y tenía un hijo. Era mecánico de motores pequeños de oficio y estaba profundamente endeudado. Se le vinculó con los cuerpos a través de su hábito de verter una minibotella de vodka en una botella de jugo de naranja para hacerse un destornillador. Rogers fue condenado en mayo de 1989 por los asesinatos de Lisa Marie Mock, de 23 años; Maureen Ann Hodges, de 26 años; Christine Lotus Adams, de 35 años; Cynthia De Vore, de 20 años; Nondace "Noni" Cervantes, de 26 años; y Riatha Gyles, de 16 años. El séptimo cuerpo fue identificado en agosto de 2013.
Rogers fue condenado a la pena capital tres veces, y las tres veces el Tribunal Supremo de Oregón anuló la sentencia y remitió el caso para un nuevo juicio. Las dos primeras decisiones del Tribunal Supremo se produjeron en 1992 y 2000; en ambos casos, un jurado volvió a imponer la pena capital. El 11 de octubre de 2012, el Tribunal Supremo de Oregón anuló la última sentencia de muerte, y remitió el caso para que se realizara un nuevo juicio para determinar la pena adecuada.
El 16 de noviembre de 2015, un jurado del condado de Clackamas impuso la pena capital por cuarta vez. Según su abogado defensor, Rogers habría renunciado a todas las futuras apelaciones y se habría declarado culpable de sus crímenes a cambio de una verdadera cadena perpetua en lugar de la pena capital.

## Seguir leyendo
- King, Gary C. (1992). Blood Lust: Portrait of a Serial Sex Killer. Onyx. ISBN 0-451-40352-5.